# Берто, Димитри
Димитри Жан Сильвен Берто (фр. Dimitry Jean Sylvain Bertaud; род. 6 июня 1998, Монпелье) — конголезский и французский футболист, вратарь клуба «Монпелье» и сборной ДР Конго. Участник летних Олимпийских игр 2020 в Токио.

## Клубная карьера
Берто — воспитанник клубов «Авенир Кастрот» и «Монпелье». В начале 2018 года в поединке Кубка Франции против «Лорьяна» Димитри дебютировал за основной состав последних. 20 января 2019 года в матче против «Реймса» он дебютировал в  Лиге 1.

## Международная карьера
В 2021 году Берто принял участие в Олимпийских играх в Токио. На турнире он был запасным и на поле не вышел.
В 2023 году Димитри принял решение выступать за Демократическую Республику Конго. В 2024 году Берто принял участие в Кубке Африки 2023 в Кот-д’Ивуаре. В матчах турнире против сборных ЮАР он дебютировал за сборную Демократической Республики Конго.